# Houston Texans 2014
La stagione 2014 degli Houston Texans è stata la tredicesima della franchigia nella National Football League, la prima con Bill O'Brien come capo-allenatore. Dopo avere terminato col peggior record della lega l'anno precedente, la squadra si riprese terminando con 9 vittorie e 7 sconfitte, non riuscendo tuttavia a fare ritorno ai playoff. J.J. Watt fu premiato per la seconda volta in carriera come difensore dell'anno.

## Draft NFL 2014
| Giro | Scelta | Giocatore         | Ruolo            | College        |
| ---- | ------ | ----------------- | ---------------- | -------------- |
| 1    | 1      | Jadeveon Clowney  | Defensive end    | South Carolina |
| 2    | 33     | Xavier Su'a-Filo  | Offensive guard  | UCLA           |
| 3    | 65     | C.J. Fiedorowicz  | Tight End        | Iowa           |
| 3    | 83     | Louis Nix III     | Defensive tackle | Notre Dame     |
| 4    | 135    | Tom Savage        | Quarterback      | Pittsburgh     |
| 6    | 177    | Jeoffrey Pagan    | Defensive End    | Alabama        |
| 6    | 181    | Alfred Blue       | Running back     | LSU            |
| 6    | 211    | Jay Prosch        | Fullback         | Auburn         |
| 7    | 216    | Andre Hal         | Defensive back   | Vanderbilt     |
| 7    | 256    | Lonnie Ballentine | Safety           | Memphis        |

## Staff
| Staff degli Houston Texans nel 2014 |
| --- |
| Organi dirigenziali - Fondatore/Chairman/CEO: Bob McNair - Vice Chairman: Philip Burguières e D. Cal McNair - Presidente: Jamey Rootes - EVP/General manager: Rick Smith Capo allenatore - Bill O'Brien Altri allenatori - Assistente dell'allenatore capo/Defensive line: Bill Kollar - Sviluppo della forza e della condizione: Cedric Smith - Assistente sviluppo della forza e della condizione: Matt Schiotz Allenatori dell'attacco - Coordinatore dell'attacco: Bill O'Brien - Assistente dell'attacco: Dan Hammerschmidt - Quarterback: Karl Dorrell - Running Back: Chick Harris - Wide Receiver: Larry Kirksey - Assistente Wide Receiver: Marc Lubick - Tight End: Brian Pariani - Offensive Line: John Benton - Assistente Offensive Line: Jim Ryan Allenatori della difesa - Coordinatore della difesa: Romeo Crennel - Assistente Defensive Line: Jeff Zgonina - Linebacker: Reggie Herring - Assistente Linebacker: Bobby King - Defensive Back: Vance Joseph - Assistente Defensive Back: Perry Carter Allenatori dello special team - Coordinatore dello Special Team: Bob Ligashesky |

## Roster
| Roster degli Houston Texans nel 2014 |
| --- |
| Quarterback - 3 Tom Savage - 14 Ryan Fitzpatrick - 15 Ryan Mallett Running Back - 22 Ronnie Brown - 23 Arian Foster - 28 Alfred Blue - 41 Jonathan Grimes - 45 Jay Prosch FB Wide Receiver - 10 DeAndre Hopkins - 11 DeVier Posey - 13 Damaris Johnson - 80 Andre Johnson - 82 Keshawn Martin Tight End - 88 Garrett Graham - 87 C.J. Fiedorowicz - 84 Ryan Griffin Offensive Linemen - 70 Jeff Adams T - 79 Brandon Brooks G - 74 Tyson Clabo T - 75 Derek Newton T - 76 Duane Brown T - 60 Ben Jones G/C - 71 Xavier Su'a-Filo G - 55 Chris Myers C Defensive Linemen - 92 Louis Nix III NT - 95 Jerrell Powe NT - 93 Jared Crick DE - 96 Tim Jamison DE - 97 Jeoffrey Pagan DE - 99 J.J. Watt DE Linebacker - 58 Brooks Reed OLB - 59 Whitney Mercilus OLB - 90 Jadeveon Clowney OLB - 91 Jason Ankrah OLB - 50 Akeem Dent ILB - 52 Jeff Tarpinian ILB - 54 Mike Mohamed ILB - 56 Brian Cushing ILB - 57 Justin Tuggle ILB Defensive Back - 24 Johnathan Joseph CB - 25 Kareem Jackson CB - 26 Darryl Morris CB - 34 A.J. Bouye CB - 38 Andre Hal CB - 43 Elbert Mack CB - 21 Kendrick Lewis FS - 31 Shiloh Keo FS - -- Danieal Manning SS - 35 Eddie Pleasant SS - 36 D.J. Swearinger SS Special Team - 4 Randy Bullock K - 9 Shane Lechler P - 46 Jon Weeks LS Lista delle riserve - 16 Alan Bonner WR (IR) - 39 Lonnie Ballentine FS (IR) - 67 Cody White G (IR) - 72 Bryan Witzmann T (IR) - 73 Will Yeatman T (IR) - 77 David Quessenberry G/T (NF-Ill.) Squadra di allenamento - 17 Uzoma Nwachukwu WR - 19 Travis Labhart WR - 40 Marcus Williams CB - 42 Toben Opurum FB - 53 Max Bullough ILB - 62 Alex Kupper G - 74 Matt Feiler T - 78 James Ferentz C - 81 Anthony Denham TE - 98 Keith Browner DE 53 attivi, 6 inattivi, 10 nella squadra di allenamento, 0 free agent |
| Legenda - I rookie sono in corsivo. - Il primo ruolo è il principale mentre gli eventuali successivi indicano i ruoli secondari. - (IR) sta per Injured Reserve ed indica la lista ristretta per un solo giocatore infortunato che può tornare ad allenarsi dopo la settimana 6 e a rientrare in prima squadra dopo che questa ha giocato 8 partite. - (NF-Inj.) / (NF-Ill.) stanno rispettivamente per Non-Football Injured e Non-Football Illness ed indicano le liste dove viene inserito un giocatore che ha un infortunio o una malattia non dipendente dal football americano. - (PUP) sta per Physically Unable to Perform ed indica la lista dove viene inserito un giocatore mentre è in attesa di recuperare la condizione fisica. Nella stagione regolare dopo la sesta partita giocata dalla propria squadra, il giocatore ha tempo tre settimane per riprendere ad allenarsi, più tre settimane aggiuntive dal suo rientro agli allenamenti per rientrare in prima squadra. |

## Calendario

### Pre-stagione
| Turno | Date | Kickoff       | Avversario           | Risultati | Risultati | Stadio                              | TV   | NFL.com recap |
| Turno | Date | Kickoff       | Avversario           | Punteggio | Record    | Stadio                              | TV   | NFL.com recap |
| ----- | ---- | ------------- | -------------------- | --------- | --------- | ----------------------------------- | ---- | ------------- |
| 1     | 9/8  | 7:30 p.m. CDT | at Arizona Cardinals | S 0–32    | 0–1       | University of Phoenix Stadium       | KTRK | Recap         |
| 2     | 16/8 | 7:00 p.m. CDT | Atlanta Falcons      | V 32–7    | 1–1       | NRG Stadium                         | KTRK | Recap         |
| 3     | 23/8 | 8:00 p.m. CDT | at Denver Broncos    | V 18–17   | 2–1       | Sports Authority Field at Mile High | KTRK | Recap         |
| 4     | 28/8 | 7:00 p.m. CDT | San Francisco 49ers  | S 13–40   | 2–2       | NRG Stadium                         | KTRK | Recap         |

## Calendario

### Stagione regolare
Il calendario è stato annunciato in aprile.
| Turno | Data               | Ora                | Avversario              | Risultato          | Risultato          | Stadio              | TV                 | NFL.com recap      |
| Turno | Data               | Ora                | Avversario              | Punteggio          | Record             | Stadio              | TV                 | NFL.com recap      |
| ----- | ------------------ | ------------------ | ----------------------- | ------------------ | ------------------ | ------------------- | ------------------ | ------------------ |
| 1     | 7/9                | 12:00 p.m. CDT     | Washington Redskins     | V 17–6             | 1–0                | NRG Stadium         | Fox                | Recap              |
| 2     | 14/9               | 3:25 p.m. CDT      | at Oakland Raiders      | V 30–14            | 2–0                | O.Co Coliseum       | CBS                | Recap              |
| 3     | 21/9               | 12:00 p.m. CDT     | at New York Giants      | S 17–30            | 2–1                | MetLife Stadium     | CBS                | Recap              |
| 4     | 28/9               | 12:00 p.m. CDT     | Buffalo Bills           | V 23–17            | 3–1                | NRG Stadium         | CBS                | Recap              |
| 5     | 5/10               | 12:00 p.m. CDT     | at Dallas Cowboys       | S 17–20 DTS        | 3–2                | AT&T Stadium        | CBS                | Recap              |
| 6     | 9/10               | 7:25 p.m. CDT      | Indianapolis Colts      | S 28–33            | 3–3                | NRG Stadium         | CBS                | Recap              |
| 7     | 20/10              | 7:30 p.m. CDT      | at Pittsburgh Steelers  | S 23–30            | 3–4                | Heinz Field         | ESPN               | Recap              |
| 8     | 26/10              | 12:00 p.m. CDT     | at Tennessee Titans     | V 30–16            | 4–4                | LP Field            | Fox                | Recap              |
| 9     | 2/11               | 12:00 p.m. CST     | Philadelphia Eagles     | S 21–31            | 4–5                | NRG Stadium         | Fox                | Recap              |
| 10    | Settimana di pausa | Settimana di pausa | Settimana di pausa      | Settimana di pausa | Settimana di pausa | Settimana di pausa  | Settimana di pausa | Settimana di pausa |
| 11    | 16/11              | 12:00 p.m. CST     | at Cleveland Browns     | V 23–7             | 5–5                | FirstEnergy Stadium | CBS                | Recap              |
| 12    | 23/11              | 12:00 p.m. CST     | Cincinnati Bengals      | S 13–22            | 5–6                | NRG Stadium         | CBS                | Recap              |
| 13    | 30/11              | 12:00 p.m. CST     | Tennessee Titans        | V 45–21            | 6–6                | NRG Stadium         | CBS                | Recap              |
| 14    | 7/12               | 12:00 p.m. CST     | at Jacksonville Jaguars | V 27–13            | 7–6                | EverBank Field      | CBS                | Recap              |
| 15    | 14/12              | 12:00 p.m. CST     | at Indianapolis Colts   | S 10–17            | 7–7                | Lucas Oil Stadium   | CBS                | Recap              |
| 16    | 21/12              | 12:00 p.m. CST     | Baltimore Ravens        | V 25–13            | 8–7                | NRG Stadium         | CBS                | Recap              |
| 17    | 28/12              | 12:00 p.m. CST     | Jacksonville Jaguars    | V 23–17            | 9–7                | NRG Stadium         | Fox                | Recap              |

Nota: Gli avversari della propria division sono in grassetto.

## Premi
- J.J. Watt:

miglior difensore dell'anno della NFL